# Kiviks Museum
Kiviks Museum (także: Museum & Arkiv på Kivik) – muzeum regionalne zlokalizowane w Kivik, w Skanii (Szwecja).

## Historia
Jest najstarszym muzeum na obszarze Österlen. Zostało założone jako prywatne przez Olę Cappelin w 1890. Od 1947 jest prowadzone przez stowarzyszenie non-profit. Na mocy porozumienia z lokalnymi władzami od 1955 zajmuje pomieszczenia piwniczne szkoły w Kivik.

## Ekspozycja
Wszystkie eksponaty i archiwa są własnością The Kiviks Museum Foundation & File. Część muzealna obejmuje 5000 obiektów od epoki kamienia do współczesności, a powierzchnia wystawiennicza to około 150 m². Archiwum zawiera ok. 10.000 zdjęć, dokumentów, filmów i map związanych z historią okolicy przekazanych przez stowarzyszenia, przedsiębiorstwa i osoby prywatne. Eksponaty obejmują m.in. zagadnienia rybołówstwa, żeglugi, czy rolnictwa. Wystawy stałe ukazują ubogie życie na terenach wiejskich Österlen, życie szkolne, pracę rybaków, strażaków, czy rekonstrukcję domu rzemieślnika i mieszczanina z Ahus.